# Mitra dondani
Mitra dondani is een slakkensoort uit de familie van de Mitridae. De wetenschappelijke naam van de soort is voor het eerst geldig gepubliceerd in 1985 door Cernohorsky.